# داود الملاح
داؤد الملاح آل زيادة (1863 - 1914 م) هو أديب خطيب شاعر، من أهل الموصل.
ولد في الموصل سنة 1863 م وقيل نحو سنة 1282 هـ / 1865 م. أخذ عن يوسف الرمضاني والشيخ محمد الصوفي والشيخ محمد الرضواني.
له ديوان شعر مخطوط، وبعض الأناشيد، تضمنها كتاب: «الأناشيد الموصلية للمدارس العربية» لمحمد سعيد الجليلي.
ومن أحفادهِ الاستاذ فاروق أحمد سعد الدين زيادة الدبلوماسي العراقي المعروف.